# سعد ال خذراوی
سعد ال خذراوی (انگلیسی: Saïd El Khadraoui؛ زادهٔ ۹ آوریل ۱۹۷۵) سیاست‌مدار اهل بلژیک است.